# Vernonia forrestii
Vernonia forrestii là một loài thực vật có hoa trong họ Cúc. Loài này được Anthony miêu tả khoa học đầu tiên năm 1933.